# Thomas Rowlandson
Thomas Rowlandson (n. 13 iulie 1757, City of London, Anglia, Regatul Marii Britanii – d. 21 aprilie 1827, Londra, Regatul Unit al Marii Britanii și Irlandei) a fost un desenator, ilustrator și caricaturist britanic. 

## Exemple de caricaturi

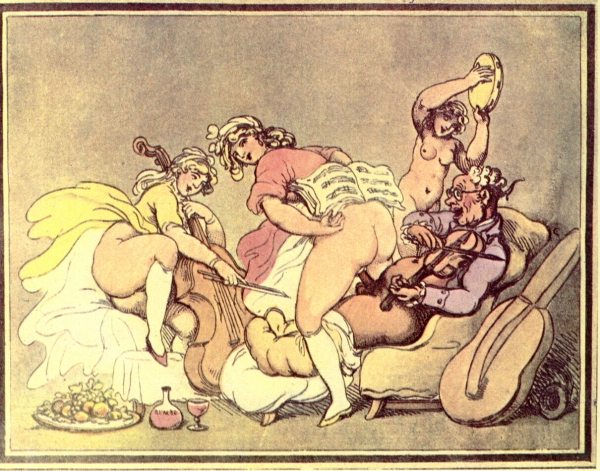
Concertul
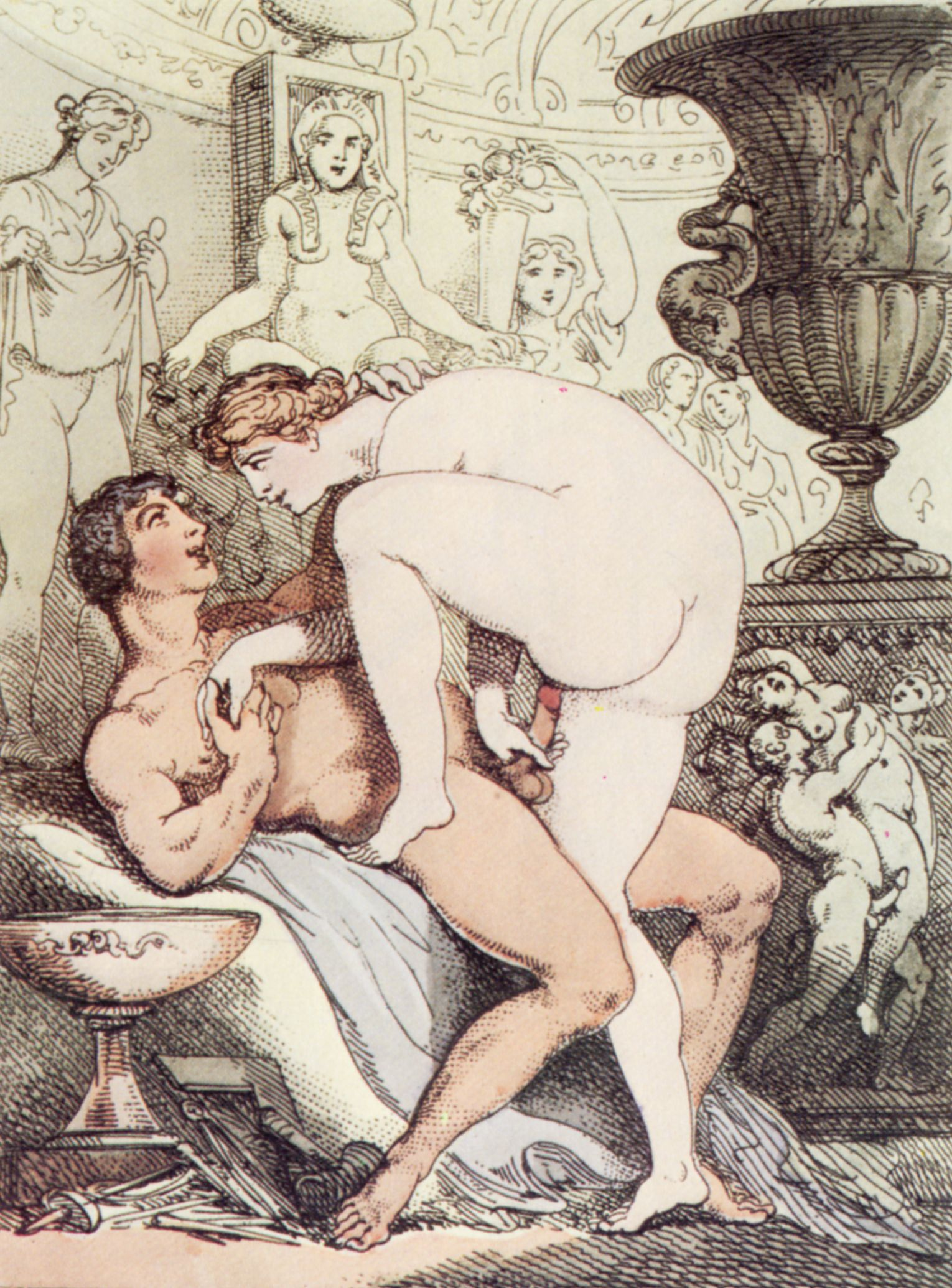
Pygmalionul modern

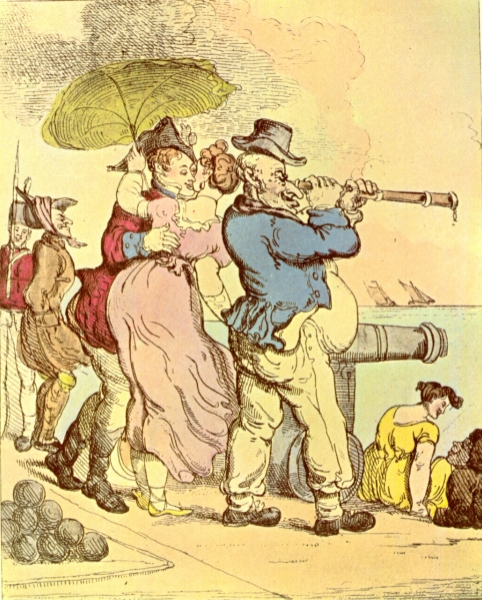
Sărutări furate
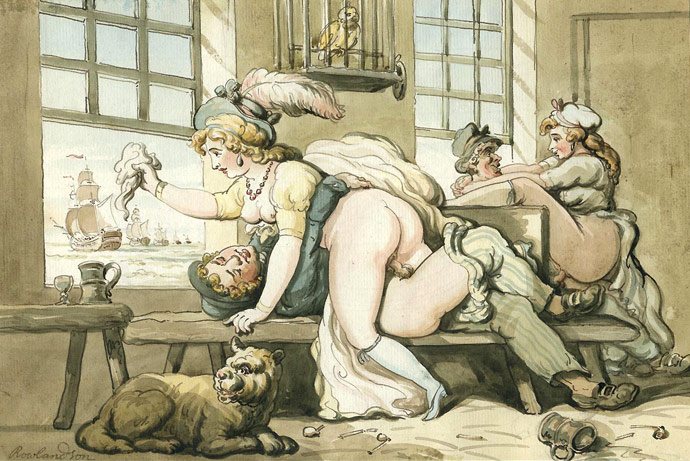
La revedere